# Tortilia charadritis
Tortilia charadritis ist ein Schmetterling aus der Familie der Stathmopodidae.

## Merkmale
Die Falter haben eine Flügelspannweite von 7 bis 9 Millimeter. Der Kopf ist fahl gelb. Die Fühler glänzen gelblich braun und sind in der distalen Hälfte einfach gesägt. Thorax und Tegulae sind vorn braun und hinten fahl gelb. Die Vorderflügel sind fahl gelb, ein brauner Basalfleck befindet sich zwischen Kostalader und Kostalfalte. Eine unregelmäßig breite trapezförmige braune Binde beginnt an der Kostalader und erreicht den Flügelinnenrand kurz vor der Mitte.
Eine braune, diagonal nach außen verlaufende Binde befindet sich im Apikalbereich. Der Flügelinnenrand ist an der Flügelbasis und an der apikalen Flügelhälfte häufig mit eingestreuten braunen Schuppen versehen. Die Fransenschuppen sind an der Costa bräunlich und an der Flügelspitze grau. Die Hinterflügel glänzen grauweiß.

### Ähnliche Arten
Die Größe der braunen Zeichnung auf den Vorderflügeln ist sehr variabel. T. charadritis unterscheidet sich Tortilia graeca durch den nahezu vollständig braunen Thorax und die weniger deutlich bzw. scharfe Vorderflügelzeichnung.

## Verbreitung
Tortilia charadritis ist von Nordafrika über den Mittleren Osten bis in den Westen Pakistans verbreitet. Im Osten der USA wurde die Art eingeschleppt.

## Biologie
Die Raupen wurden an getrockneten Blättern verschiedener Kassien-Arten (Hülsenfrüchtler) gefunden, die in die USA aus dem Sudan importiert wurden. Auch an Früchten verschiedener Ziziphus-Arten (Kreuzdorngewächse) wurden Raupen gefunden. Falter wurden zwischen Mai und Juli beobachtet bzw. gefangen.

## Systematik
Aus der Literatur sind folgende Synonyme bekannt:
- Isorrhoa charadritis Meyrick, 1924
- Stagmatophora stupenda Turati, 1927
- Tortilia oiatrix Busck, 1934
- Apertodiscus zernyi Amsel, 1935
- Stathmopoda trissorrhiza Meyrick, 1939

Die Typuslokalität befindet sich in Ägypten bei Assuan.